# 小行星5870
小行星5870（5870 Baltimore）是一颗绕太阳运转的小行星，为火星轨道穿越小行星。该小行星于1989年2月11日发现。

## 轨道参数
小行星5870的轨道半长轴为2.7911942 UA，离心率为0.420。